# Grande Museo del Duomo di Milano
Il  Grande Museo del Duomo di Milano, di proprietà della Veneranda Fabbrica, è ospitato all'interno del Palazzo Reale di Milano, in piazza del Duomo.
Il Museo, con i suoi 2000 m² circa di superficie e le sue 26 sale, raccoglie il Tesoro del Duomo e le opere d'arte provenienti dalla cattedrale e dai depositi della Veneranda Fabbrica. I pezzi della raccolta sono collocati in un percorso cronologico che permette di scoprire le fasi di costruzione della cattedrale, dalla sua fondazione nel 1386 fino al XX secolo.

## Storia
Il Museo del duomo è stato inaugurato nel 1953, sotto la direzione dello studioso Ugo Nebbia, ma l'idea della sua realizzazione era già nata nel penultimo decennio dell'Ottocento dall'esigenza della Veneranda Fabbrica di non disperdere e di valorizzare tutto il materiale non in opera sul Duomo, legato alla sua storia e alla sua costruzione. Nel 1948, la Veneranda Fabbrica del duomo aveva ottenuto la concessione da parte del Demanio di Stato di nove sale situate al piano terreno dell'ala più antica di Palazzo Reale, già dimora visconteo-sforzesca, sistemata dall'architetto Giuseppe Piermarini nella seconda metà del Settecento. Si ebbe così la sede idonea per ospitare ed esporre le opere da salvaguardare, la cui quantità era notevolmente aumentata dopo i danni inferti dai bombardamenti del secondo conflitto mondiale. Il degrado di molte opere d'arte, causato dall'inquinamento atmosferico, e la disponibilità di altro materiale proveniente da magazzini della Fabbrica o dalle sacrestie del duomo, rese ben presto necessario un maggior spazio espositivo.
Negli anni Sessanta del Novecento, il Museo è stato ampliato e riaperto con l'aggiunta di altre dieci sale concesse dal Comune di Milano, alcune delle quali di grande prestigio architettonico, completamente riallestite e riordinate dall'architetto Ernesto Brivio secondo un progetto storico-cronologico.
Il 4 novembre 2013, in occasione della festa di san Carlo Borromeo, il Museo ha riaperto dopo un ampio intervento di ristrutturazione e riallestimento secondo il progetto dell'architetto Guido Canali.

## Descrizione
Lo spazio espositivo del Museo del duomo si articola lungo 26 sale espositive, su oltre 2000 m² di superficie, per un totale di 14 aree tematiche. Si tratta di un itinerario cronologico che consente di seguire tutte le fasi di costruzione della cattedrale dalla fondazione al XX secolo ed insieme di conoscere le diverse espressioni artistiche in essa riunite dalla fine del XIV secolo. All'ampia esposizione di scultura si accostano preziose testimonianze di antelli di vetrata, dipinti, arazzi e ricami, bozzetti in terracotta e grandi modelli architettonici, tutte opere che coprono un arco cronologico che va dal XV secolo al XX secolo.
Aprono il percorso le sale del tesoro, seguite dalla sala delle origini, dalle sale dell'epoca viscontea contenti statuaria di impronta “gotica internazionale” e dalla sala della piena età sforzesca.

### Il tesoro
Il Tesoro del duomo, di proprietà del Venerando Capitolo Metropolitano, ospitato in origine negli armadi delle sacrestie, venne esposto nel 1962 nei locali sotterranei della cattedrale, dal 2013 è conservato in Museo. Esso è costituito da oggetti liturgici e di culto in uso presso la cattedrale di Milano dal V secolo fino al XVII secolo. Fra i pezzi più celebri conservati vi sono:
- Il Dittico delle cinque parti, coperta d'evangeliario composta da due valve in avorio, ognuna delle quali è formata da 5 lamelle lavorate a bassorilievo con episodi della vita di Cristo, e simboli e busti degli Evangelisti Marco e Giovanni, eccezionale capolavoro di arte paleocristiana probabilmente prodotto alla corte di Ravenna alla fine V secolo[3].
- La Situla di Gotofredo, secchiello liturgico dell'arcivescovo Gotofredo, dell'VIII secolo d.C.
- L'Evangeliario di Ariberto, noto anche come Pace di Ariberto, coperta di una cassetta di evangeliario commissionata dall'arcivescovo Ariberto da Intimiano e successivamente trasformata in tavola per il bacio nelle liturgie solenni del Duomo. è composta da una lastra di argento sbalzato risalente al 1024, e da una valva in oro sbalzato decorata con la tecnica degli smalti cloisonnés, filigrana d'oro, pietre preziose e perle[4].
- Il Calice delle Arti Liberali, coppa eburnea istoriata con la rappresentazione delle arti liberali, risalente al XIV secolo e ritenuto di manifattura tedesca, secondo la critica[5].  È citato nell’inventario del favoloso Tesoro della cappella ducale di San Gottardo, rinvenuto nel 1447 dai reggitori della Repubblica Ambrosiana. Il calice poggia su di un fusto in rame dorato realizzato a Milano nel Cinquecento, decorato da sei smalti circolari con sant’Agostino, san Gerolamo e san Gregorio. I dieci lobi del calice ospitano, entro architetture gotiche, altrettante raffigurazioni delle Arti liberali, rappresentate da figure maschili in abiti dell'epoca: la Grammatica (un maestro armato di ferula davanti a tre discepoli), la Dialettica (un monaco argomenta davanti a tre giovani chierici), la Medicina (medico intento a scrutare l‘ampolla con l’urina) la Musica (che percuote le campane), la Geometria, (che tiene squadra e compasso), la Retorica, (che accenna un gesto oratorio), l'Aritmetica, l'Astronomia (che scruta le stelle con un astrolabio).
- La Croce di Chiaravalle, croce processionale proveniente dall'Abbazia di Chiaravalle, capolavoro di oreficeria romanica risalente al Duecento, di manifattura veneziana. Secondo la tradizione, fu la croce processionale portata dall'arcivescovo Ottone Visconti nella storica battaglia di Desio del 1277, con al quale ebbe inizio la signoria dei Visconti su Milano, e da questi donata all'abbazia di Chiaravalle alla sua morte[6]. La fronte mostra delle sculture argentee del Duecento, posate su un fondo di diaspro rosso, con bordi in filigrana d'argento su cui sono incastonate una grande quantità di gemme diverse, di cui alcune antiche. Le figurine in argento rappresentano, al di sotto di un cherubino che dispiega le ali, due angeli che scendono dall’alto verso il crocefisso affiancato da Giovanni e Maria piangenti, mentre sotto è la figura di Giovanni Battista e di un re ed una regina inginocchiati, variamente identificati come Ottone I e Adelaide, o Elena e Costantino, frequenti nelle croci bizantine. Sul retro è invece rappresentata l'apocalisse su lamina d'argento sbalzata protetta da cristallo di rocca. è ritenuta opera di botteghe veneziane, sulla base di raffronti stilistici con i rilievi della Basilica di san Marco[5].
- La croce astile capitolare detta “Croce di san Carlo”, raffinatissima opera di oreficeria manierista risalente alla metà del Cinquecento, oggi simbolo del Capitolo Metropolitano e utilizzata nel cerimoniale di insediamento dei nuovi Arcivescovi in Duomo. Si tratta di una croce processionale formata da quattro uguali bracci in lamine d’oro sbalzate e cesellate, con incastonati zaffiri, quarzi incolori e granati, recante su una fronte il Crocifisso con i simboli della passione, e sul retro il Padre Eterno con gli evangelisti nelle terminazioni polilobate dei bracci. Non è noto l'autore dell'opera; per la sua straordinaria maestria, sono stati fatti i nomi di Benvenuto Cellini e Gianbologna, mentre sulla base di raffronti stilistici l'attribuzione prevalente è all'orafo e scultore Leone Leoni, attivo a Milano in quegli anni[7].

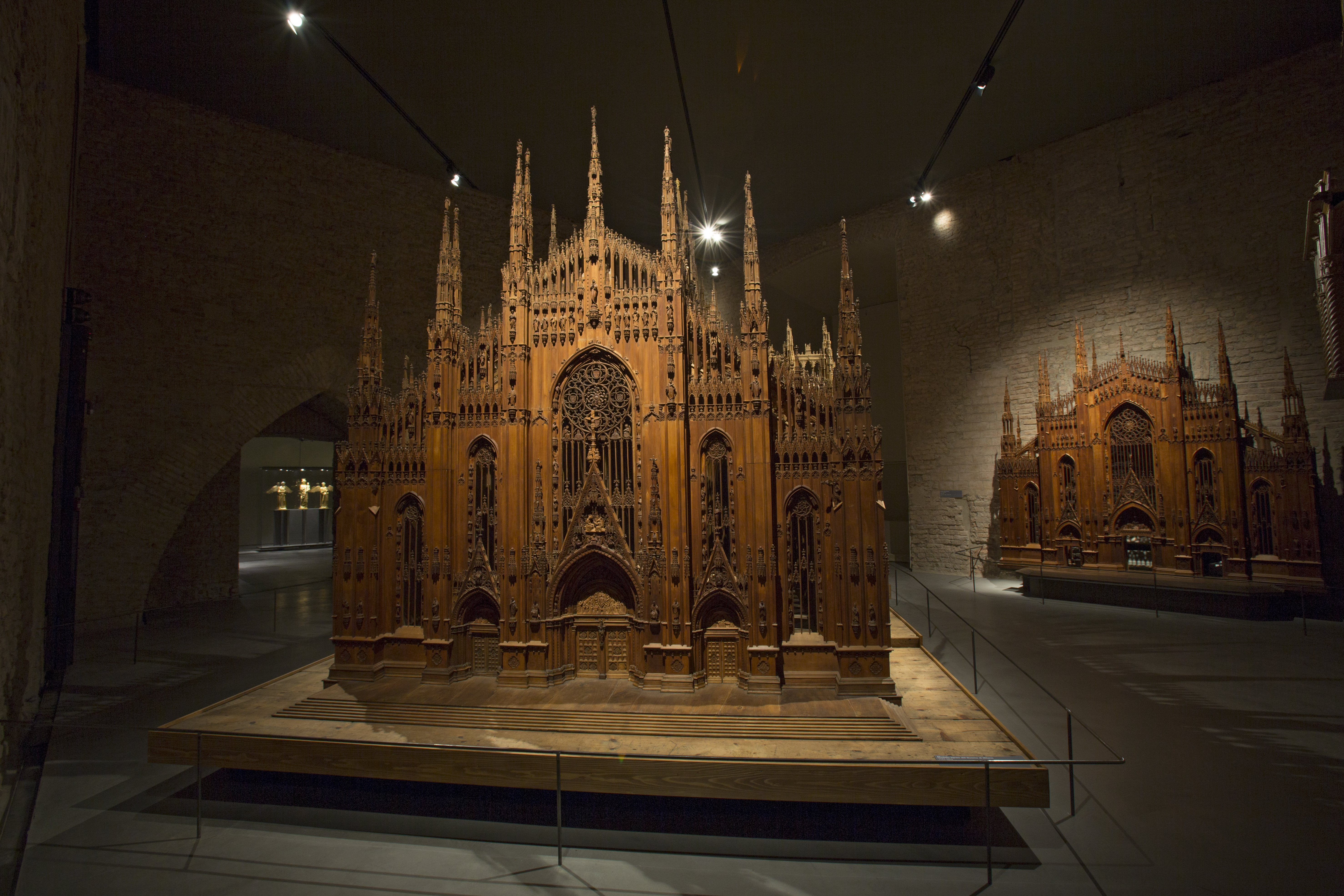
Modellone ligneo del Duomo di Bernardino Zenale da Treviglio

- la Pace di Pio IV (1565 circa), dono dello zio pontefice al neo-arcivescovo di Milano, Carlo Borromeo[8]. L'edicola mostra un'eccezionale esuberanza cromatica, data dall'accostamento dei materiali impiegati: lapislazzulo per le colonne ed il sarcofago, agata per gli sfondi, le cui venature naturali sono abilmente sfruttate per esaltare la croce di diamanti e le finiture in oro, rubini nel coronamento e nelle palle medicee dello stemma, cammei con le immagini della Vergine, di san Giovanni e di Giona nella base, mentre le minuscole teste di cherubini che circondano il Padre Eterno sono scolpiti in granata.

Di grande valore è la Tavola della Madonna dell'Idea, particolare tavola bifronte opera quattrocentesca di Michelino da Besozzo, tra i più importanti autori lombardi del Gotico internazionale.

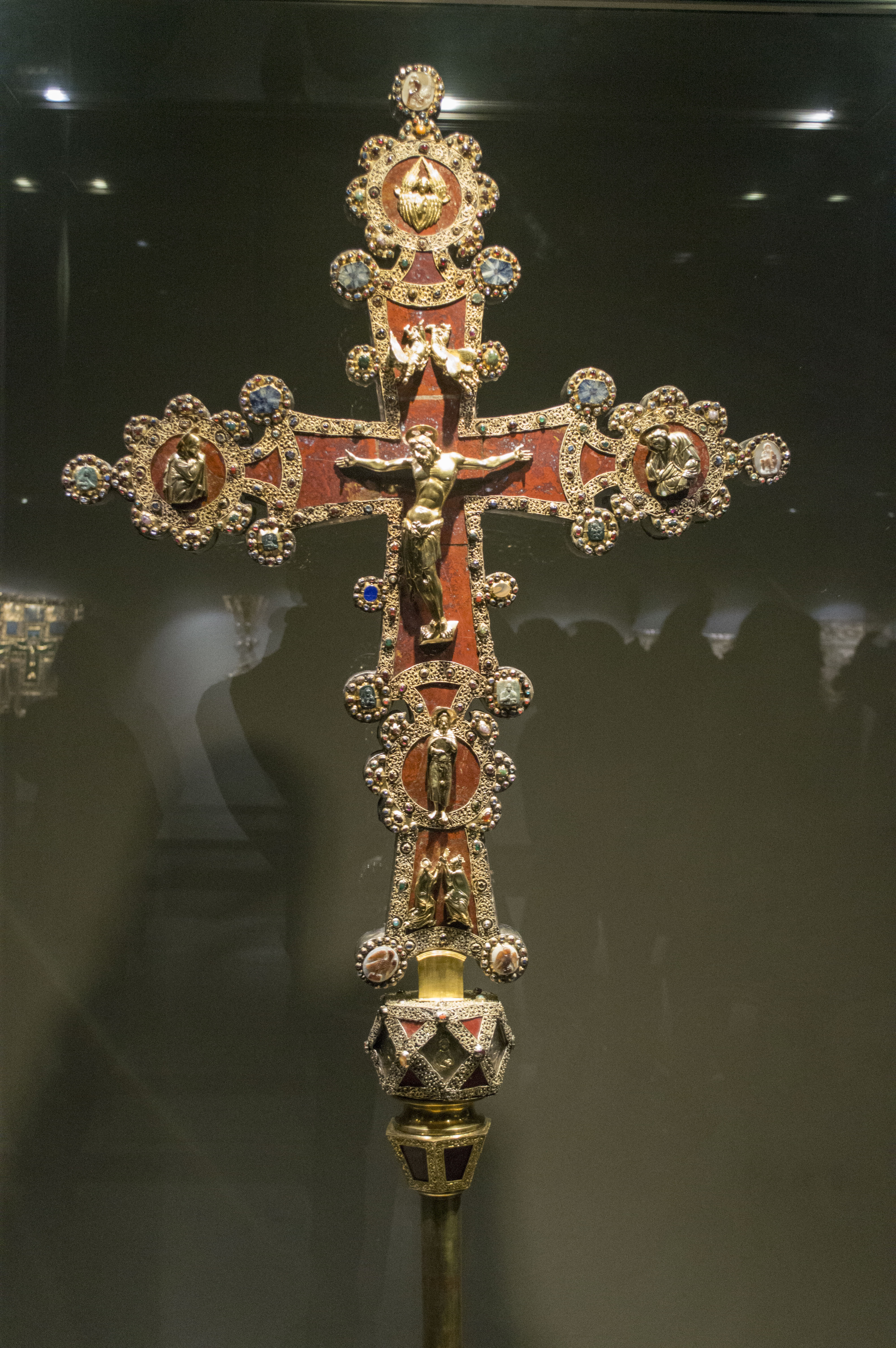
Croce di Chiaravalle di Ottone Visconti
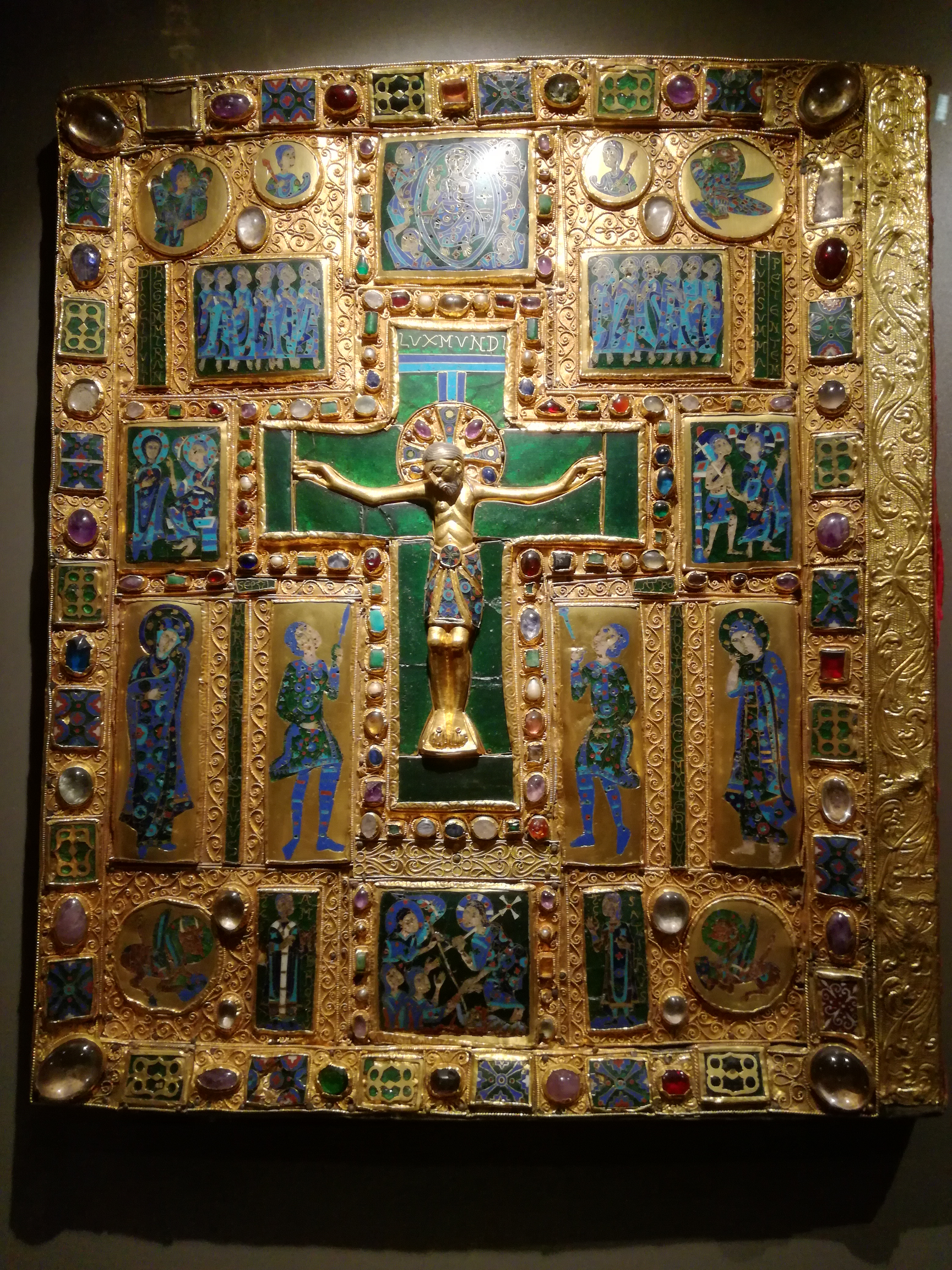
Evangeliario di Ariberto
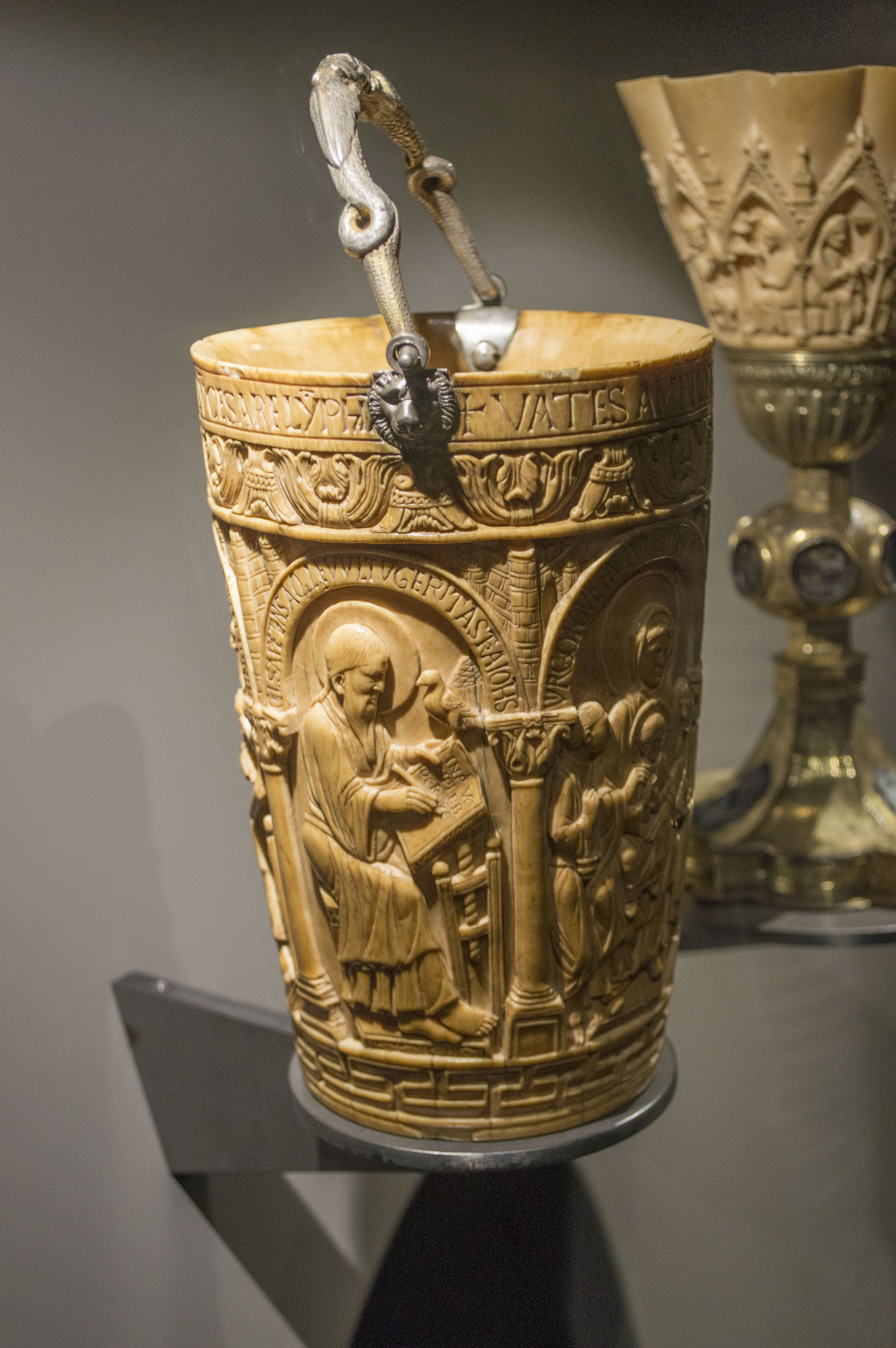
La Situla di Gotofredo e il Calice delle Arti Liberali
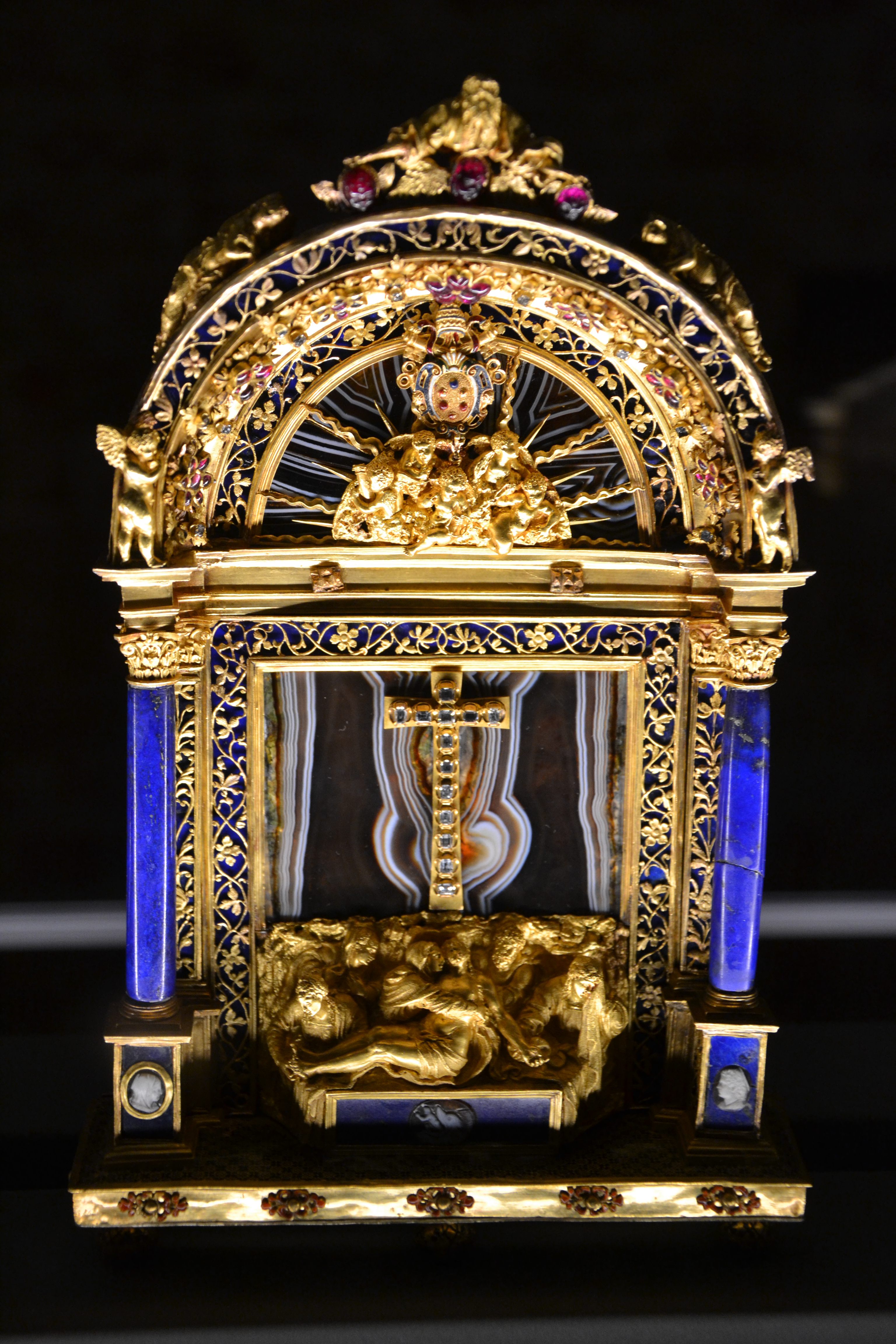
Pace di Pio IV
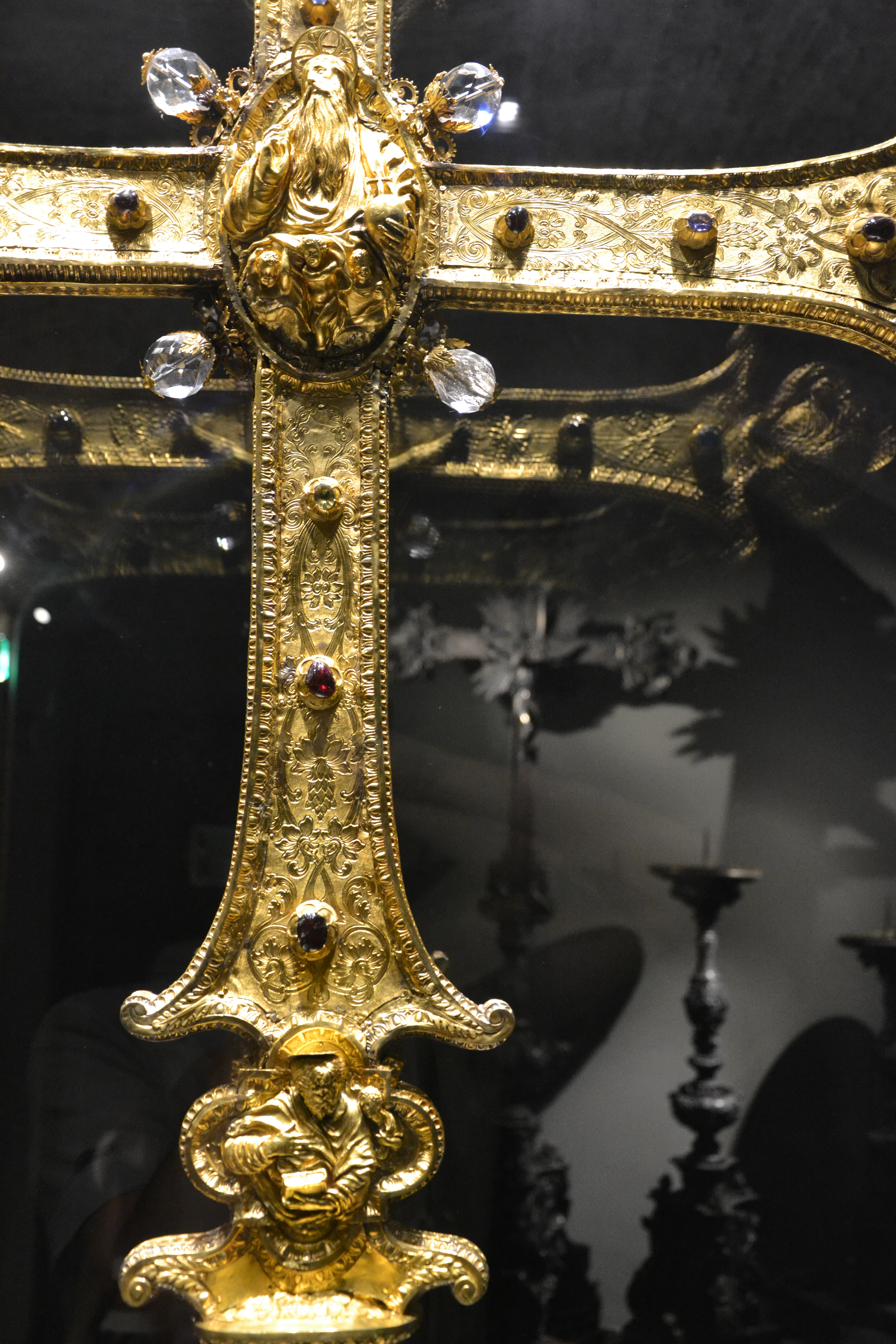
croce astile capitolare detta “di san Carlo”

### Modelli architettonici
In conformità con la prassi progettuale e costruttiva dell'epoca, sin dai primi anni di attività, il Cantiere del Duomo si è avvalso di modelli architettonici di tutti i tipi. Il più importante di questi è il grande modello ligneo o “modellone” conservato in una sala apposita del Museo. Realizzato in legno di tiglio e noce, il modello è in scala 1:20. Il modellone, che comprende tutta la Cattedrale, è stato completato nell'arco di tre secoli. Il 19 maggio 1519 il Capitolo della Fabbrica affida il lavoro a Bernardino Zenale da Treviglio. L'opera dello Zenale rispecchia lo stato del Duomo in quel momento: abside, transetto e tiburio, le prime 3-4 campate del corpo delle navate che si estendevano dal transetto verso la facciata. 

### Scultura
Ampiamente illustrati nella raccolta sono i sei secoli di ininterrotta produzione di statuaria a partire dalle opere delle scuole scultoree tardo gotiche borgognona, renana, boema, campionese e lombarda, testimonianza della specificità europea del Duomo, nata dal convergere nel cantiere milanese, nei primi cinquant'anni di costruzione, di maestranze ed artisti da tutta l'Europa continentale.

Sculture, Grande Museo del Duomo

La ricca produzione scultorea di età sforzesca è documentata con significativi esempi del passaggio fra l'arte gotica e la cosiddetta rinascenza lombarda attraverso le numerose opere in marmo e modelli in terracotta di epoca manieristica e barocca. 
Fra i pezzi più celebri vi sono:
- Sant'Agnese con insegne viscontee, raffinata scultura della fine del trecento e importante esempio di gotico cortese, ritenuta dalla critica di provenienza boema, affine alla scuola dei Parler. La santa, protettrice della famiglia Visconti, è vestita con un'elaborata tunica con un'ampia scollatura che lascia intravedere le spalle, mentre sui fermagli del mantello sono le decorazioni araldiche dei Visconti e della casa di Francia, che fanno riferimento al matrimonio del duca Gian Galeazzo con Isabella di Valois nel 1360.
- Il San Giorgio, scolpito nel 1403 da Giorgio Solari, rappresentato come un cavaliere armato con le fattezze del duca Gian Galezzo Visconti, promotore della costruzione del duomo. La statua fu posta a coronamento della Guglia detta Carelli, prima guglia costruita della cattedrale. La statua è stata restaurata in seguito agli ingenti danni subiti in seguito al bombardamento dell'agosto del 1943, a seguito del quale furono interamente distrutte le gambe[9].
- Padre Eterno, colossale testa in rame sbalzato opera tardogotica di Beltramino de Zuttis da Rho su modello di Jacopino da Tradate, terminata nel 1424.
- ll Ritratto di Galeazzo Maria Sforza, scolpito alla fine del Quattrocento per l'abside della cattedrale dallo scultore pavese Giovanni Antonio Amadeo, reso celebre dalle sculture della Certosa di Pavia e delle Cappella Colleoni a Bergamo. La scultura, celebrata per l'eleganza e delicatezza delle forme, descrive con precisione l'acconciatura e il raffinato costume rinascimentale del giovane duca, assassinato a trentadue anni. Egli porta nella mano sinistra un cartiglio arrotolato, ritenuto essere l'atto di donazione delle cave di Marmo di Candoglia alla Fabbrica del Duomo[10].
- Sant’Agnese, capolavoro rinascimentale scolpito da Benedetto Briosco, allievo dell'Amadeo, nel 1491, per l'altare dedicato alla santa, in marmo di Carrara. La santa, dall'espressione altera, reca in mano l’agnello, che ricorda il suo nome, ed è ritratta con un ricco abito dal raffinato penneggio e una caratteristica acconciatura dell'epoca.
- Adamo con il piccolo Abele e Sant’Elena, opere rinascimentali ricordate dal Vasari di mano di Cristoforo Solari, detto il Gobbo, architetto della cattedrale dal 1519, il cui stile, morbido e umano, mostra il riflesso delle innovazioni portate a Milano da Leonardo.[11]

La rassegna prosegue con felici testimonianze dell'elegante e prezioso barocchetto milanese e con cenni alla plastica neoclassica, anticipati dalle flessioni cinquecentesche delle opere di Giuseppe Perego. Dello stesso Perego è conservato il modello della Madonnina, simbolo di Milano, da questi realizzata. Si giunge alle tante stagioni della scultura ottocentesca: dal romanticismo storico alla scapigliatura milanese sino alle espressioni floreali e liberty. Il Novecento, infine, è rappresentato dai modelli per le porte di facciata, da medaglie ed opere bronzee di Fontana. La sala del novecento espone le formelle della quinta porta del duomo eseguite da Lucio Fontana e Luciano Minguzzi per il concorso. Il vincitore fu Minguzzi che eseguì la porta, posata in opera nel 1965.

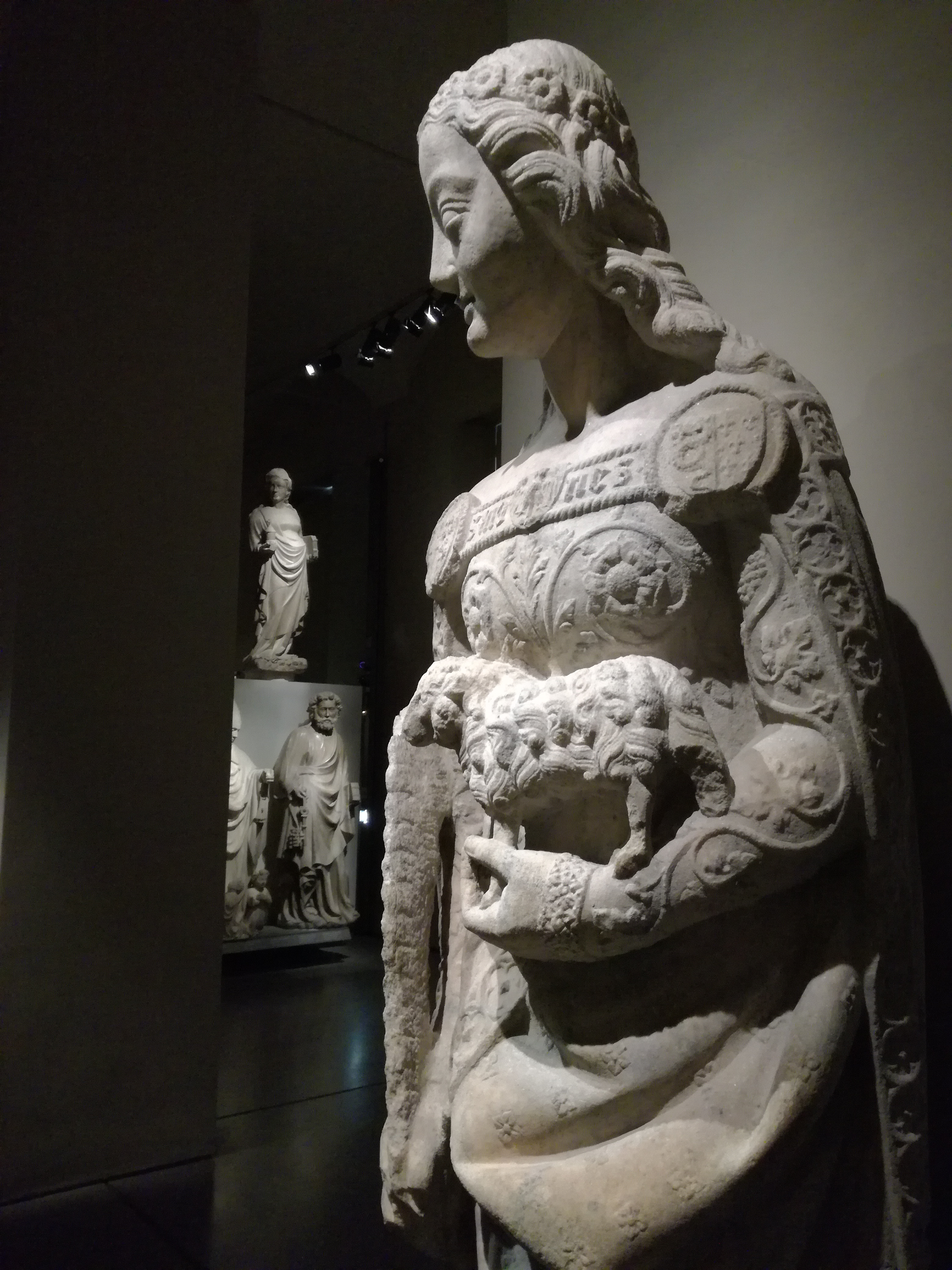
Sant'Agnese con insegne viscontee, fine XIV sec.
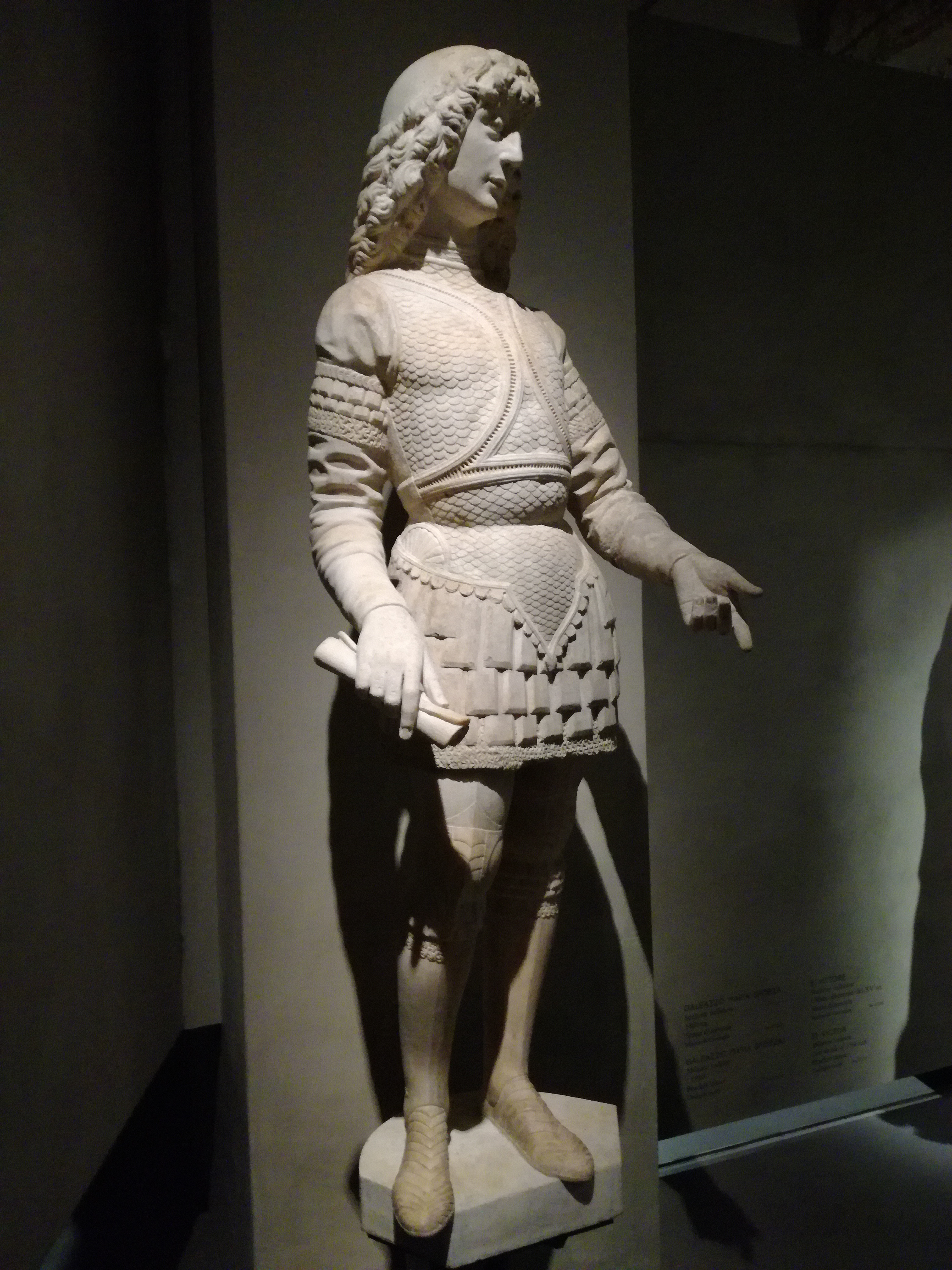
Giovanni Antonio Amadeo, Ritratto di Galeazzo Maria Sforza
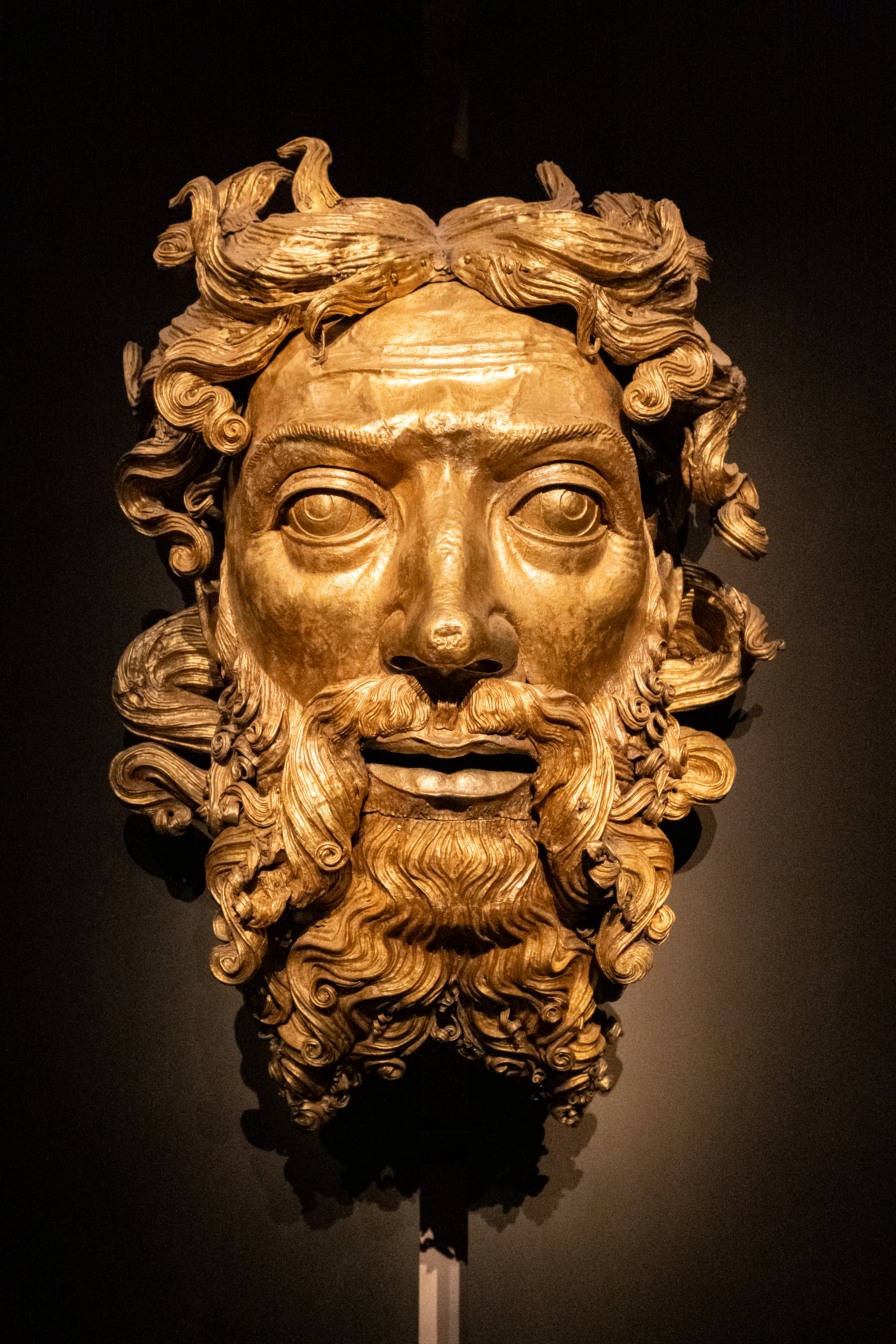
Padre Eterno, su modello di Jacopino da Tradate, rame dorato, 1425
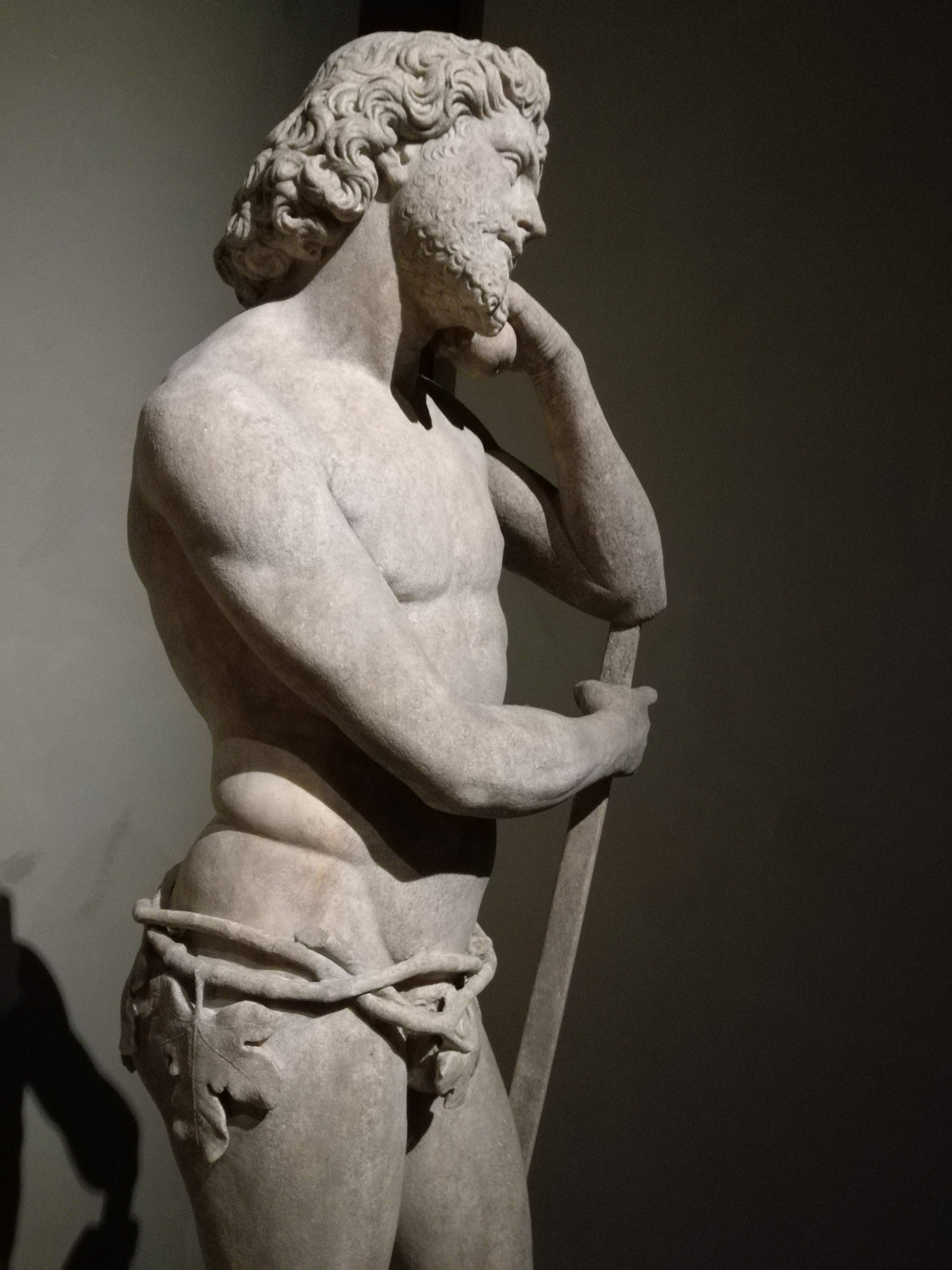
Adamo con il piccolo Abele, Cristoforo Solari
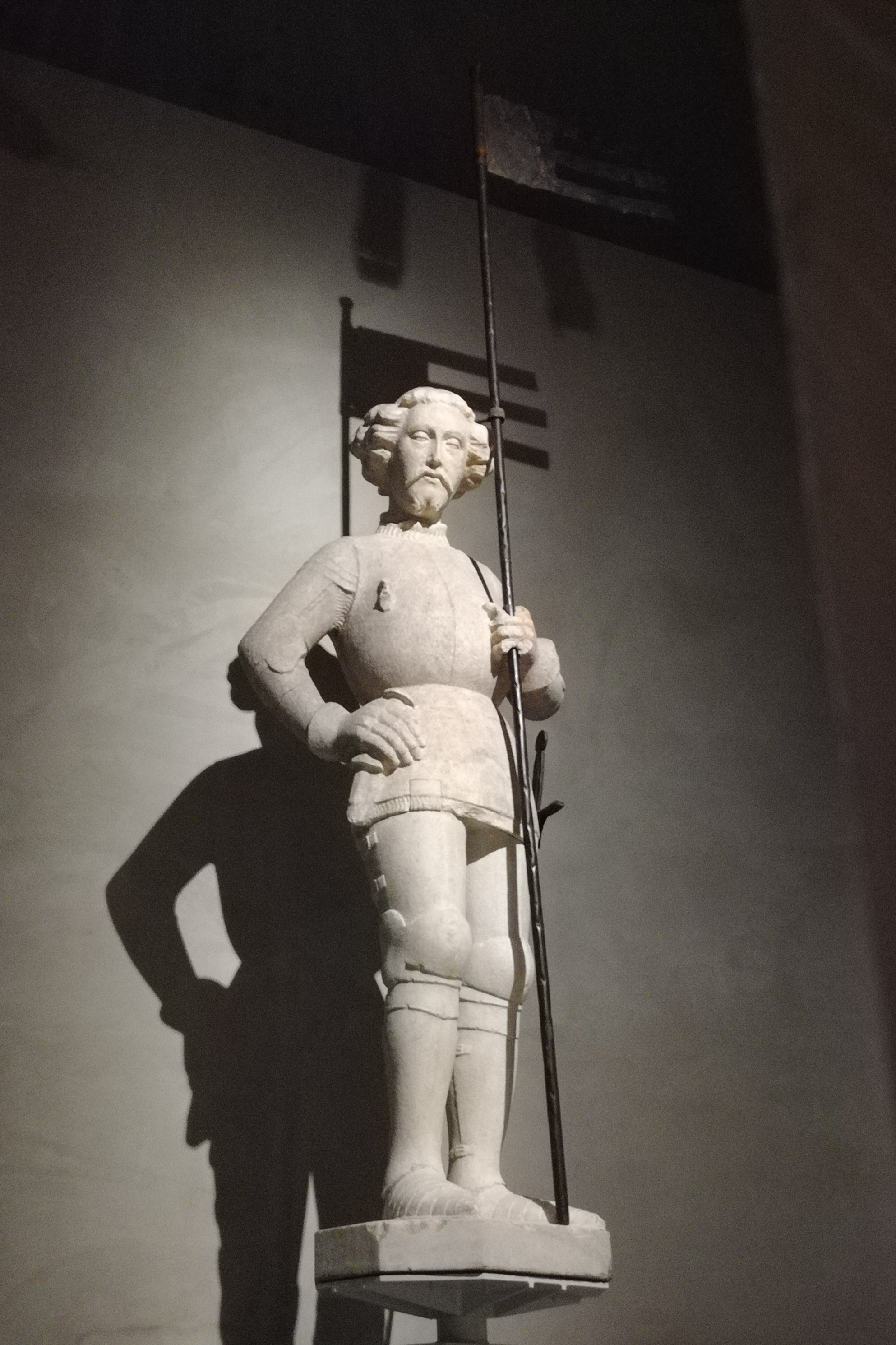
Giorgio Solari, Gian Galezzo Visconti in veste di san Giorgio

### Vetrate

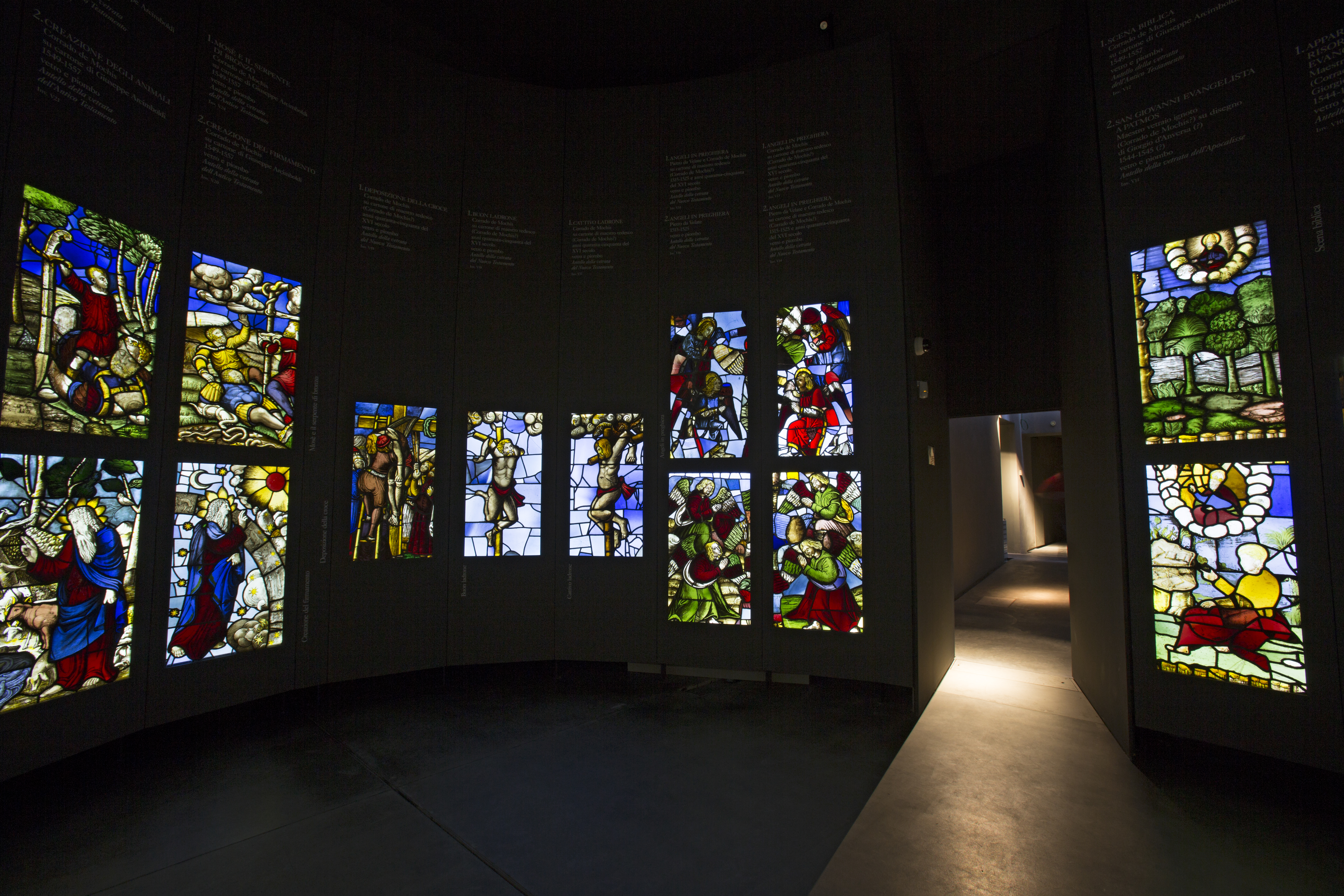
Sala delle vetrate

Di grande interesse è la successiva Sala delle vetrate, dedicata all'arte vetraria in duomo. Testimonianza ampia e significativa è costituita dai pannelli dell'Antico Testamento. L'ampia raccolta di vetrate documenta sia la grande produzione quattro-cinquecentesca delle diverse botteghe di maestri vetrai lombardi, francesi, tedeschi e fiamminghi, sia l'opera ottocentesca di restauro e rinnovamento dell'arte vetraria compiuta dalla famiglia Bertini. Permette inoltre di seguire l'evoluzione tecnica e stilistica dell'arte vetraria nei secoli e offre una possibilità unica: osservare da vicino i delicati e preziosi particolari, altrimenti non percepibili nella lontananza, delle finestre del Duomo e con essi cogliere la tecnica di questa difficile e raffinatissima arte.

### Pittura
La maggior parte delle opere pittoriche esposte in museo risalgono al periodo borromaico (XV-XVII secolo). A testimoniare la ricchezza di questo momento storico, vi è il Miracolo della partoriente di Giovan Battista Crespi, detto il Cerano, facente parte del ciclo dei Miracoli di San Carlo, chiamati popolarmente Quadroni di San Carlo. Dello stesso autore un ovale con San Carlo in Gloria; una tela di Fede Galizia con un dolente San Carlo che porta in processione il Santo Chiodo. Nella sala del pieno cinquecento si staglia La disputa di Gesù nel tempio, opera giovanile del Tintoretto, ritrovata nella sacrestia del Duomo dopo la seconda guerra mondiale e proveniente dalla collezione del cardinale Cesare Monti.
Sono da segnalare gli splendidi monocromi del Cerano dedicati alla Creazione di Eva e alle eroine dell'Antico Testamento: Ester e Assuero, Giuditta e Oloferne, Salomone e la Regina di Saba, Sisara e Giaele, destinati ad essere tradotti in marmo per le sovrapporte della Cattedrale. 

### Arazzi

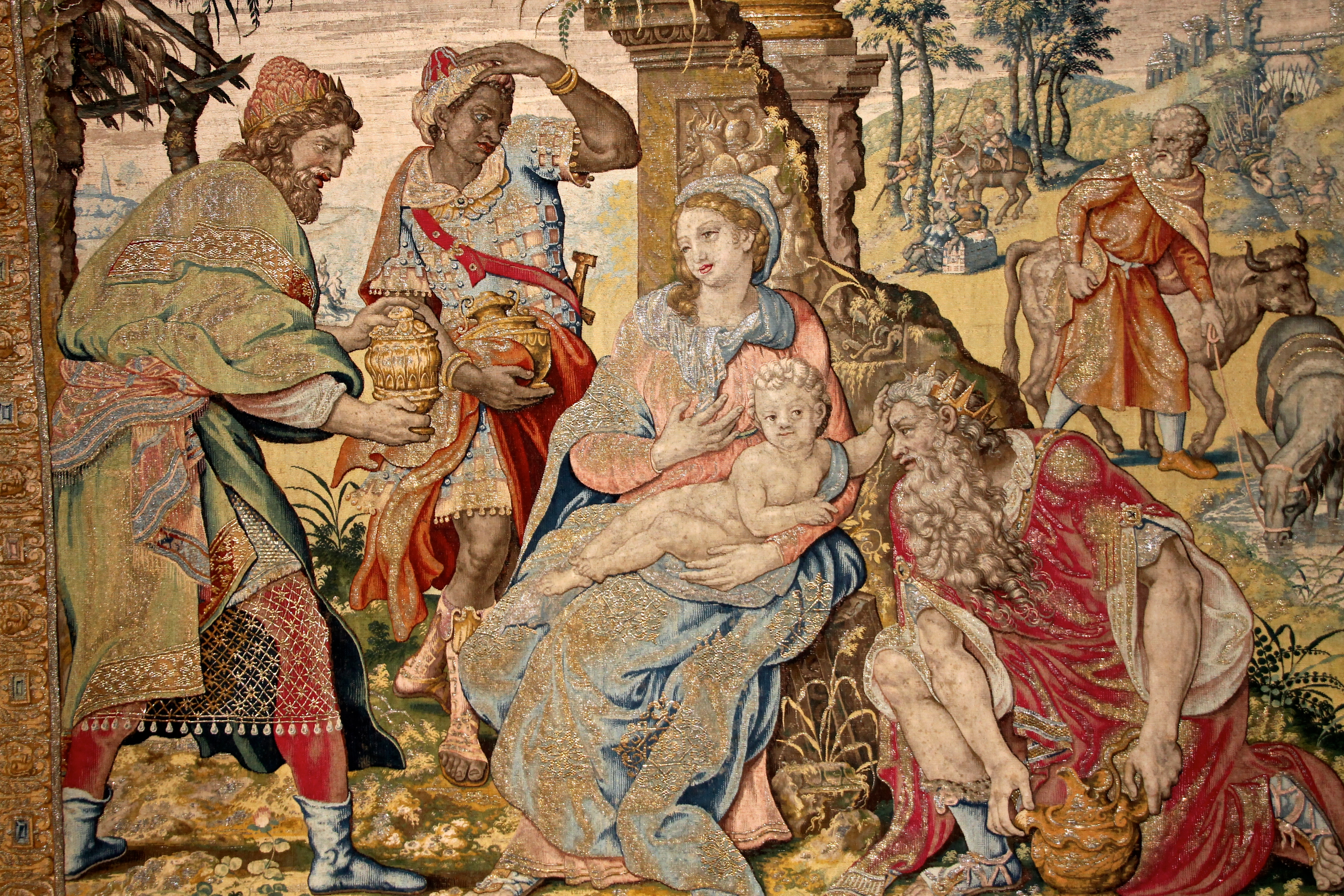
Sala degli arazzi

Tra gli arazzi conservati al Museo del Duomo di notevole interesse è la serie di sei opere raffiguranti le Storie di Mosè, oltre ad un altro arazzo con la Danza dei Putti, donati a Carlo Borromeo da Guglielmo I Gonzaga duca di Mantova. Nel 1568 il Borromeo li donò a sua volta alla Fabbrica in cambio di alcuni interventi nella Canonica.
Tre di questi arazzi andarono distrutti nell'incendio dell'Esposizione Internazionale di Milano del 1906: Mosè davanti al Faraone, la Pasqua degli Ebrei e la Raccolta della Manna. Agli arazzi superstiti è dedicata una sala del Museo, nella quale si possono ammirare il Passaggio del Mar Rosso, Mosè ed il serpente di bronzo, Mosè con le tavole della Legge e la Danza dei Putti.

### Sala delle Colonne

Sala delle Colonne

La Sala delle Colonne, interna al Grande Museo del Duomo, fu parte dell'antico edificio detto “Broletto”, divenuto poi Palazzo Visconteo e Sforzesco; essa venne trasformata alla fine del Settecento da Giuseppe Piermarini per ospitare le Scuderie del nuovo Palazzo Reale. Lo spazio è reso unico da una doppia fila di colonne in stile neoclassico che terminano su una vista ravvicinata della Cattedrale.
Con il nuovo allestimento del 2013, la Sala delle Colonne non ospita più pezzi della collezione del Museo ed è tornata a rivestirsi di una nuova bellezza, con il compito di spazio polivalente. L'ambiente neutro e dai colori sobri consente di creare infatti molteplici tipologie di allestimenti.
Dotata di un ingresso riservato da Piazza del Duomo e al suo interno di un foyer per l'accoglienza degli ospiti, la Sala si collega direttamente al Museo, permettendo di sviluppare una visita guidata in esclusiva.

## Attività
Il Grande Museo del Duomo collabora con diverse realtà nazionali e internazionali su progetti di tutela e valorizzazione del patrimonio.
Dal 2011 il Museo del Duomo e il Centro di Conservazione e Restauro hanno instaurato, anche grazie alla Soprintendenza per i beni storici artistici ed etnoantropologici per le province di Milano, Bergamo, Como, Lecco, Lodi, Monza Brianza, Pavia, Sondrio e Varese, un proficuo rapporto di collaborazione per la didattica e la formazione dei futuri restauratori nei diversi settori della scultura lapidea, lignea, in gesso e terracotta, del tessile e dei dipinti su tavola.
Da tempo, grazie alla partecipazione della Regione Lombardia e alla tutela della Soprintendenza, la Veneranda Fabbrica e il Dipartimento di Storia, archeologia e storia dell'arte dell'Università Cattolica del Sacro Cuore hanno concorso alla valorizzazione dell'area archeologica del Battistero di S. Giovanni e della Basilica di S.Tecla.
Il Museo del Duomo avvalora il suo impegno istituzionale partecipando come socio ICOM - International Council of Museums - : l'organizzazione internazionale dei musei e dei professionisti museali impegnata a preservare, ad assicurare la continuità e a comunicare il valore del patrimonio culturale e naturale mondiale, attuale e futuro, materiale e immateriale. Fondata nel 1946, ICOM è un'organizzazione senza fini di lucro che riunisce oltre 30.000 aderenti nei 5 continenti.
In collaborazione con il Museo Nazionale della Scienza e della Tecnica “Leonardo da Vinci”, è stato realizzato il progetto multimediale “Leonardo e il cantiere del Duomo di Milano" che include la ricostruzione 3D di alcune fasi costruttive della cattedrale. Un importante progetto di divulgazione scientifica e tecnica applicato alla storia del Duomo di Milano.